# Premio Kniksen 2015
Il premio Kniksen 2015 è stata la 26ª edizione dell'omonima manifestazione in cui sono stati premiati, da parte della Norges Fotballforbund e della Norsk Toppfotball, i protagonisti del calcio norvegese per la stagione 2015. I premi istituiti per questa edizione sono stati sette: Årets keeper Tippeligaen (miglior portiere della Tippeligaen), Årets forsvarsspiller Tippeligaen (miglior difensore della Tippeligaen), Årets midtbanespiller Tippeligaen (miglior centrocampista della Tippeligaen), Årets angrepsspiller Tippeligaen (miglior attaccante della Tippeligaen), Årets trener Tippeligaen (miglior allenatore della Tippeligaen), Årets dommer Tippeligaen (miglior arbitro della Tippeligaen), Årets unge talent Tippeligaen (miglior talento della Tippeligaen) e Årets spiller i OBOS-ligaen (miglior giocatore dell'OBOS-ligaen).
I premi sarebbero stati assegnati per 1/3 in base ai voti dei tifosi; per 1/3 grazie ai voti dei capitani delle squadra di Eliteserien e 1. divisjon (note rispettivamente come Tippeligaen e OBOS-ligaen per motivi di sponsorizzazione) e per 1/3 in base ai voti di una giuria, composta da Jo Bergsvand, Nils Johan Semb, Davy Wathne, Jesper Mathisen e Svea.
Il 1º novembre, Fredrik Haugen è stato scelto come miglior giocatore dell'OBOS-ligaen. L'8 novembre sono stati assegnati gli altri premi: Ørjan Nyland è stato scelto come miglior portiere, Jonas Svensson come miglior difensore, Ole Kristian Selnæs come miglior centrocampista, Alexander Søderlund come miglior attaccante e Bob Bradley come miglior allenatore. Inoltre, Ole Kristian Selnæs è stato scelto come miglior giocatore del campionato, mentre Frode Johnsen ha ricevuto l'Hederspris.
Il 15 dicembre sono stati resi noti i candidati alla vittoria finale del Gullballen, riconoscimento principale del premio Kniksen: sarebbe stata una lotta a tre tra Omar Elabdellaoui, Ada Hegerberg ed Alexander Tettey, con il vincitore che sarebbe stato proclamato il 1º gennaio 2016. Ada Hegerberg si è aggiudicata il riconoscimento.

## Candidati

### Årets keeper Tippeligaen
| Candidato     | Club      |
| ------------- | --------- |
| André Hansen  | Rosenborg |
| Ørjan Nyland  | Molde     |
| Mandé Sayouba | Stabæk    |

### Årets forsvarsspiller Tippeligaen
| Candidato      | Club       |
| -------------- | ---------- |
| Vegard Forren  | Molde      |
| Vieux Sané     | Bodø/Glimt |
| Jonas Svensson | Rosenborg  |

### Årets midtbanespiller Tippeligaen
| Candidato           | Club         |
| ------------------- | ------------ |
| Iver Fossum         | Strømsgodset |
| Mike Jensen         | Rosenborg    |
| Ole Kristian Selnæs | Rosenborg    |

### Årets angrepsspiller Tippeligaen
| Candidato           | Club      |
| ------------------- | --------- |
| Adama Diomandé      | Stabæk    |
| Pål André Helland   | Rosenborg |
| Alexander Søderlund | Rosenborg |

### Årets trener Tippeligaen
| Candidato            | Club       |
| -------------------- | ---------- |
| Bob Bradley          | Stabæk     |
| Jan Halvor Halvorsen | Bodø/Glimt |
| Kåre Ingebrigtsen    | Rosenborg  |

### Årets dommer Tippeligaen
| Candidato         | Club    |
| ----------------- | ------- |
| Dag Vidar Hafsås  | Kolstad |
| Anders Johansen   | Brevik  |
| Svein Oddvar Moen | Haugar  |

### Årets unge talent Tippeligaen
| Candidato       | Club         |
| --------------- | ------------ |
| Kristoffer Ajer | Start        |
| Iver Fossum     | Strømsgodset |
| Sander Svendsen | Molde        |

### Årets spiller i OBOS-ligaen
| Candidato      | Club        |
| -------------- | ----------- |
| Pontus Engblom | Sandnes Ulf |
| Fredrik Haugen | Brann       |
| Babacar Sarr   | Sogndal     |

### Årets spiller i Tippeligaen
| Candidato           | Club      |
| ------------------- | --------- |
| Ole Kristian Selnæs | Rosenborg |

### Gullballen
| Candidato         | Club            |
| ----------------- | --------------- |
| Omar Elabdellaoui | Olympiacos      |
| Ada Hegerberg     | Olympique Lione |
| Alexander Tettey  | Norwich City    |

### Hederspris
| Candidato     | Club |
| ------------- | ---- |
| Frode Johnsen | Odd  |